# Hainbach
Hainbach är ett vattendrag i Österrike.   Det ligger i förbundslandet Wien, i den östra delen av landet, 13 km väster om huvudstaden Wien.
I omgivningarna runt Hainbach växer i huvudsak blandskog. Runt Hainbach är det mycket tätbefolkat, med 3 134 invånare per kvadratkilometer.